# 虹桥进口商品展示交易中心
虹桥进口商品展示交易中心又稱虹桥品汇（2019年8月21日定名），是中華人民共和國上海市的一個進口商品交易中心，交易中心由6个組成，总占地面积逾20万平方米，总建筑面积约60万平方米。其中4个街坊為項目一期，於2018年10月22日啟用。2个街坊建筑面积约20万平方米，为二期項目。2020年11月，虹桥进口商品展示交易中心（二期）B栋開工。2021年11月1日，虹桥进口商品展示交易中心二期A栋竣工，11月5日啟用。2023年6月，虹桥进口商品展示交易中心（二期）B栋投入使用。